# Armia Kaukaska (Siły Zbrojne Południa Rosji)
Armia Kaukaska (ros. Кавказская армия) – rosyjska armia białogwardyjska wchodząca w skład Siły Zbrojne Południa Rosji z okresu wojny domowej.

## Historia
Powstała w 8 maja 1919 roku w wyniku podziału Kaukaskiej Armii Ochotniczej. W jej skład weszły oddziały stacjonujące w rejonie rzeki Manycz: 1, 2 i 4 Korpus Kubański.
Armia po sformowaniu wzięła udział w ofensywnie w kierunku Carycyna, w dniu 24 maja sforsowała rzekę Sał, a 30 czerwca po ciężkich bojach zajęła Carycyn, a następnie 28 lipca miejscowość Kamyszyn. W połowie sierpnia została zaatakowana przez czerwonogwardyjską 10 Armię i do połowy września w bojach cofnęła się do Carycyna. W październiku ponownie przeszła do natarcia przesuwając się w kierunku północnym na odległość 70 km. Zatrzymana przez oddziały czerwonogwardyjskie cofnęła się do Carycyna, gdzie broniła się do końca 1919 roku. Następnie rozpoczęła odwrót na południe, w połowie stycznia 1920 roku nad rzeką Sał poniosła duże straty, wycofała się nad rzekę Manycz, gdzie pod koniec stycznia poniosła kolejne straty. W związku z tym 8 lutego 1920 roku został rozwiązana. Jej pozostałe oddziały weszły w skład Armii Kubańskiej.

## Dowódcy
- gen. lejtn. Piotr Wrangel (8 maja - 22 listopada 1919)
- gen. lejtn. Wiktor Pokrowskij (22 listopada 1919 - 21 stycznia 1920).